# Anthomyia cannabina
Anthomyia cannabina är en tvåvingeart som först beskrevs av Stein 1916.  Anthomyia cannabina ingår i släktet Anthomyia och familjen blomsterflugor. Arten är reproducerande i Sverige. Inga underarter finns listade i Catalogue of Life.